# دييغو فيريرا (منافس ألعاب قوى)
دييغو فيريرا (بالإسبانية: Diego Ferreira)‏ هو منافس ألعاب قوى باراغواياني، ولد في 22 ديسمبر 1975.

## وصلات خارجية
- دييغو فيريرا على موقع الاتحاد الدولي لألعاب القوى (الإنجليزية)
- دييغو فيريرا على موقع اللجنة الأولمبية الدولية (الإنجليزية)
- دييغو فيريرا على موقع أوليمبيديا (الإنجليزية)